# غنوئية (نائين)
غنوئية هي قرية في مقاطعة نائين، إيران. عدد سكان هذه القرية هو 8 في سنة 2006.